# رودولفو دوبو
رودولفو دوبو (بالإسبانية: Rodolfo Dubó)‏ مواليد 11 سبتمبر 1953 في تشيلي، هو لاعب كرة قدم تشيلي سابق كان يلعب كلاعب وسط. سبق له أن لعب في كأس العالم لكرة القدم مع منتخب بلاده.

## المسيرة الاحترافية

### أندية لعب لها
- نادي بالستينو
- نادي أونيفرسيداد دي تشيلي

## روابط خارجية
- رودولفو دوبو على موقع قاعدة بيانات كرة القدم.إي يو (الإنجليزية)
- رودولفو دوبو على موقع ناشيونال فوتبول تيمز (الإنجليزية)